# 베타-나이트로스타이렌
β-나이트로스타이렌(영어: β-nitrostyrene)은 인디고 염료와 살변형균제인 브로모-나이트로스타이렌의 합성에 사용되는 방향족 화합물이자 나이트로알켄이다.

## 활용
β-나이트로스타이렌은 살변형균제 및 염료의 화학적 전구체이다. 특히 브로모-나이트로스타이렌은 브로민으로 처리한 후 부분적으로 탈할로젠화수소에 의해 얻어지는 반면, 2-나이트로벤즈알데하이드는 각각 오존으로 처리하여 얻는다.
알렉산더 슐긴이 그의 저서 《PiHKAL》에서 설명한 환각성의 치환된 펜에틸아민과 치환된 암페타민의 합성 중 다수는 치환된 나이트로스타이렌을 전구체로 사용한다. 이는 수소화 알루미늄 리튬을 사용하여 최종 생성물(아민)으로 환원되는 최종 전구체이다.

## 화학 합성
β-나이트로스타이렌은 벤즈알데하이드와 나이트로메테인의 헨리 반응이나 산화 질소를 사용한 스타이렌의 직접적인 나이트로화에 의해 생성된다.

## 같이 보기
- 나이트로화
- 스타이렌